# Tvorchi
Tvorchi er en ukrainsk elektronisk duo grundlagt i Ternopil i Ukraine i 2017. Gruppen består af vokalisten Andrii Hutsuliak, og produceren Jimoh Augustus Kehinde.
Duoen repræsenterede sidste års vinderland Ukraine i Eurovision Song Contest 2023 med sangen "Heart of Steel" og fik en 6. plads i finalen.